# Sisyphus
Sisyphus este un film românesc din 1974 regizat de Bogdan Dobre, Ionuț Laurențiu Dușcă. Rolurile principale au fost interpretate de actorii Ana Maria Dondera.

## Distribuție
Distribuția filmului este alcătuită din:
- Ana Maria Dondera — Ana